# A. E. van Vogt
Alfred Elton van Vogt (Edenburg, 1912. április 26. – Los Angeles, 2000. január 26.) kanadai sci-fi-író, aki a science fiction aranykorának egyik legmeghatározóbb alakja volt. Műveinek főszereplői általában látens képességekkel bíró szuper emberek, akikből csak feszült helyzetben, vagy pszichikai hatásra tör elő az erejük. Legismertebb művei a második világháború után születnek meg, amikor a szerző érdeklődési köre megváltozik. Ekkor kezdik el őt érdekelni a mindent átfogó tudásrendszerek. Ebből a korszakából kerül ki az azóta több kiadást is megért, kultikussá vált A nulla-A világa is, melyben a szerző az akkor még újnak számító szemantikai eszközöket használta fel témájaként. A regénynek több folytatást is írt irodalmilag termékeny élete során.
Munkái nyomot hagytak az elkövetkezendő generációkban. Olyan írókra volt hatással a munkássága, mint Alfred Bester és Philip K. Dick.

## Élete
Van Vogt egy edenburgi farmon született, német anyanyelvű családban. Édesapja gyakran költöztette a családot, melyeket az ifjú van Vogt nehezen élt meg. Mikor elkezdett írni, kezdetben a True Story nevű ponyvamagazin publikálta a történeteit, melyekhez a saját életéből merített ihletet. A későbbiekben váltott át science fiction témájú novellákra, melyeket saját bevallása szerint jobban élvezett, mint a korábban leközölt műveit.
Az első sci-fi története a Black Destroyer („A fekete pusztító”) címet viselte, amit az Astounding Science Fiction hasábjain közöltek le 1939 júliusában. Ezt Charles Darwin A Beagle utazásai című műve ihlette. A Black Destroyer megihletett több, a későbbiekben megjelenő sci-fi filmet. Hivatásszerűen 1941-től kezdett el írással foglalkozni. Több regénye indult ki korábban megírt novellákból, melyekre ő csak a „fixup” (feljavítás) kifejezést használta. Regényeit rövidségük miatt gyakran gyűjteményes kötetekben adták ki, de írásai nagy része (Háború a Rull ellen, Slan) kellő rajongótáborra találtak.
Van Vogt 1944-ben Hollywoodba költözött, ahol folytatta az írást. A második világháború után témái megváltoztak. Érdeklődését magára vonták a szuperszámítógépek és a mindent összefogó tudásrendszerek. A Nulla-A-trilógiája (A nulla-A világa, The Pawns of Null-A, Null-A Three) központi részét egy új gondolkodásmód, a nem-arisztotelészi rendszer alkotja. A háborút követő totalitárius rendőrállam rá is nagy hatást gyakorolt. Az 1962-ben írt The Violent Man című mainstream regénye például a kommunista Kínában játszódik. Van Vogt saját bevallása szerint száz Kínáról szóló könyvet olvasott el, amikor kutatásokat végzett a regényhez. Mindeközben a fikciós történeteiben éltette az abszolút monarchia államformáját. A Weapon Shops of Isher és a Küldetés a csillagokhoz viseli magán ezeket a jegyeket.
1950-ben van Vogt részt vett L. Ron Hubbard dianetikus módszereinek kifejlesztésében, amire a későbbi Szcientológiai Egyház épült. Kilenc hónappal később kilépett a projektből, majd feleségével saját dianetikus központot nyitott, hogy abból fedezze írásai kiadását. Ez 1961-ig működött, bár van Vogt-ra egy interjúban is a Dianetikusok Kaliforniai Követségének elnökeként hivatkoztak. Az író ezen szakaszának kiadott alkotásai korábbi novelláinak kibővített, átdolgozott, „kijavított” változataiból készültek.
Van Vogt élete során kétszer nősült. Első felesége és gyakori társszerzője Edna Mayne Hull volt 1939 és 1975 között. Házasságuknak az írónő halála vetett véget. Második felesége a néhai Lydia Bereginsky volt, aki túlélte a szerzőt.
Utolsó éveiben van Vogt Alzheimer-kórban szenvedett. 2000. január 26-án hunyt el, halálának oka hosszas betegségének szövődményei voltak. Írásainak több, halála előtt pár évvel megírt története sosem jelent meg angol nyelven, és csak Európában került kiadásra.

## Megítélése és hagyatéka
A szerző munkáinak megítélése vegyes a kritikusok körében. Damon Knight egy esszéjében kétségbe vonta van Vogt nagyságát, és A nulla-A világát pedig az egyik legrosszabb sci-fi regénynek nevezte, az író prózáját pedig kiforratlannak találta.
Knight kritikájára Philip K. Dick reagált, mikor feltették neki a kérdést, hogy melyik sci-fi-író hatott rá leginkább. Dick erre azt felelte, hogy A. E. van Vogt és regénye, A nulla-A világa hatott rá a legjobban, és nem értett egyet a kritikus esszéjében leírtakkal. Véleménye szerint egyáltalán nem volt baj, hogy van Vogt világai gyakran fordulnak ki önmagukból, és lépik át saját fizikai korlátjaikat. Dick több munkájában előfordulnak hasonló elemek (például: Ubik, Csordulj könnyem, mondta a rendőr stb.).
Paul Di Filippo szintén elismerte van Vogt munkásságát. Egy kritikájában azt írta a szerzőről, hogy a spekulatív fikció több ágazatában is képes volt sikeresen alkotni, történetei pedig mindig tartalmaztak nagy csattanókat és újszerű ötleteket. Hasonlóan jókat írt róla John W. Campbell is, aki szerint műveinek cselekménye megragadja az olvasót, és magával rántja egészen a történet utolsó oldaláig. Harlan Ellison (aki kamaszként kezdte olvasni a szerző műveit) is dicsérte van Vogt – akkoriban még – újszerű látásmódját.
Van Vogtnak azonban több ellenzője is akadt a sok őt éltető szerző mellett. Darrell Schweitzer a Küldetés a csillagokhoz című regényéről írt negatív kritikát, aki szerint a cselekmény nem több, mint egy gyermeteg játék, ahol a legnagyobb kérdést az jelenti, hogy kinek van menőbb űrhajója. Összehasonlította a munkáját John W. Campbellével, akinek munkáiban jóval több realitást figyelt meg, valamint Philip K. Dickével is, aki habár hasonlóan kifacsarta a valóságot, felnőttesebb és érzelmesebb alakokat tett meg történetei főhősének.
Vegyes megítélése ellenére van Vogt a science fiction aranykorának egyik legismertebb szerzőjévé vált. Van Vogtnak 1996-ban különdíjat ítéltek oda a World Science Fiction Convention-ön az aranykorban tett tevékenysége miatt, és még ugyanebben az évben bekerült a Science Fiction and Fantasy Hall of Fame-be.
A szerző munkáit franciára a francia szürrealista, Boris Vian fordította le, van Vogt munkáit pedig nagy elismeréssel oktatják, mint szürrealista irodalmat.

## Művei

### Regények
- Slan (1946), Slan – METAGALAKTIKA 8 (1985, Kozmosz Könyvek)
- The Weapon Makers (1947)
- The Book of Ptath (1947)
- The World of Null-A (1948), A nulla-A világa (2009, Agave Könyvek)
- The House That Stood Still (1950)
- The Voyage of the Space Beagle (1950)), Az Ürfelderítő fedélzetén – METAGALAKTIKA 8 (1985, Kozmosz Könyvek)
- The Weapon Shops of Isher (1951)
- The Mixed Men (kiadták még Mission to the Stars címmel is) (1952), Küldetés a csillagokhoz (1992, Phoenix Könyvkiadó és Terjesztő Kft.)
- The Universe Maker (1953)
- Planets for Sale (1954) (Edna Mayne Hullal közösen)
- The Players of Null-A (1956)
- The Mind Cage (1957)
- Empire of the Atom (1957)
- Siege of the Unseen (1959)
- The War against the Rull (1959), Háború a Rull ellen (1993, Phoenix Könyvkiadó és Terjesztő Kft.)
- Earth's Last Fortress (1960)
- The Wizard of Linn (1962), Linn varázslója (1992, Phoenix Könyvkiadó és Terjesztő Kft.)
- The Violent Man (1962)
- The Beast (1963)
- Rogue Ship (1965), Zsiványhajó (1965, Hajja & Fiai)
- The Winged Man (1966) (Edna Mayne Hullal közösen)
- The Changeling (1967)
- The Silkie (1969)), Silkie – METAGALAKTIKA 8 (1985, Kozmosz Könyvek)
- Children of Tomorrow (1970)
- Quest for the Future (1970)
- The Battle of Forever (1971)
- The Darkness on Diamondia (1972)
- Future Glitter (1973)
- The Man with a Thousand Names (1974)
- The Secret Galactics (1974)
- Supermind (1977) (történetek James H. Schmitz-al és Edna Mayne Hullal közösen)
- The Anarchistic Colossus (1977)
- The Enchanted Village (1979)
- Renaissance (1979)
- Cosmic Encounter (1979)
- Computerworld (1983)
- Null-A Three (1984)
- To Conquer Kiber (1985) (angolul nem jelent meg)

### Novellás- és egyéb gyűjteményes kötetek
- Out of the Unknown (1948), Edna Mayne Hullal közösen.
- Masters of Time (1950) (egyéb cím: Recruiting Station)
- Triad (1951), gyűjteményes kötet benne az A nulla-A világa, a The Voyage of the Space Beagle és a Slan című regénnyel.
- Away and Beyond (1952)
- Destination: Universe! (1952)
- The Twisted Men (1964)
- Monsters (1965)
- A Van Vogt Omnibus (1967), gyűjteményes kötet; a Planets for Sale, a The Beast és a The Book of Ptath című regényeket tartalmazza.
- The Far Out Worlds of Van Vogt (1968)
- The Sea Thing and Other Stories (1970)
- M33 in Andromeda (1971)
- More Than Superhuman (1971)
- The Proxy Intelligence and Other Mind Benders, Edna Mayne Hullal (1971), később The Gryb címmel újra kiadva (1976)
- Van Vogt Omnibus 2 (1971), gyűjteményes kötet; a The Mind Cage, a The Winged Man és a Slan című történeteket tartalmazza.
- The Book of Van Vogt (1972), de később Lost: Fifty Suns (1979) címmel is kiadták.
- The Three Eyes of Evil Including Earth's Last Fortress (1973)
- The Best of A. E. van Vogt (1974), később két kötetre bontva újra kiadták.
- The Worlds of A. E. van Vogt (1974)
- The Best of A. E. van Vogt (1976)
- Pendulum (1978)
- Futures Past: The Best Short Fiction of A.E. Van Vogt (1999)
- Transfinite: The Essential A.E. van Vogt (2002)
- Transgalactic (2006)

### Non-fiction
- The Hypnotism Handbook (1956)
- The Money Personality (1972)
- Reflections of A. E. Van Vogt: The Autobiography of a Science Fiction Giant (1979)
- A Report on the Violent Male (1992)

## Magyarul
- Metagalaktika 8. Válogatás A. E. van Vogt regényeiből és novelláiból; összeáll., szerk. Kuczka Péter, ford. F. Nagy Piroska et al.; Kozmosz Könyvek, Bp., 1985
- Linn varázslója. Regény; ford. Szegi György; Phoenix, Debrecen, 1992 (Science fiction & fantasy)
- Küldetés a csillagokhoz. Regény; ford. Nemes István, Szegi György; Phoenix, Debrecen,1992 (Science fiction & fantasy)
- Háború a Rull ellen. Regény; ford. Szegi György; Phoenix, Debrecen, 1993 (Science fiction & fantasy)
- Zsiványhajó; ford. Szegi György; Phoenix, Debrecen, 1994 (Science fiction & fantasy)
- A nulla-A világa; ford. Pék Zoltán; Agave Könyvek, Budapest, 2009